# Новицький Віктор Ізмайлович
Ві́ктор Ізма́йлович Нови́цький (3(15) лютого 1884, м. Динабург, тепер м. Даугавпілс, Латвія — 14 жовтня 1938, Київ) — правознавець, історик, член Української Центральної Ради.

## Життєпис
Навчався на юридичному факультеті Київського університету. 1907 висланий з Києва за участь у студентському русі. У 1907–1917 рр. — член партії соціалістів-революціонерів (есерів).
У 1912–1915 рр. працював в архіві Міністерства юстиції (м. Москва). Згодом повернувся до Києва. Був членом УЦР від нацменшин. У січні-липні 1919 — секретар Комісії для виучування історії західноруського і українського права ВУАН.
З 1920 працював вченим-архівістом, завідувачем відділу Центрального архіву стародавніх актів у Києві. Досліджував на основі літописних та архівних джерел княжі з'їзди (снеми) у Київській Русі, а також місцеві сеймики на українських і білоруських землях XVI–XVII ст. Брав участь у розпочатій 1925 р. роботі по складанню словника української юридичної термінології.
У 20-х рр. входив до масонської ложі «Заря» в Києві.
У 2-й пол. 1932 року арештований органами ДПУ і 8 місяців перебував під вартою. Після звільнення деякий час працював у «Кредит-бюро». Повторно арештований 9 червня 1938.
За рішенням «трійки» при Київському обласному управлінні НКВС УРСР від 7 жовтня 1938 був розстріляний як учасник контрреволюційної монархічної організації. Реабілітований у 1989.

## Основні праці
- «Снеми Руської Землі X–XII в.» (1926)
- «Летичівські фасцикули» (1929)
- «Давнє Лукомор'я» // Записки історично-філологічного відділу ВУАН. — 1929. — Книга 24.
- «Державне минуле України як предмет науки» (1929)
- «Історична праця О. Є. Преснякова і розмежування великоруської та української історіографії» (1930).